# الحسينية (بغداد)
الحسينية هي مدينة عراقية ومركز قضاء تقع شمال شرق محافظة بغداد وأحد أحيائها الشمالية الشرقية. 
كانت سابقا ناحية تابعة أداريا إلى قضاء الأعظمية في محافظة بغداد وتم تحويلها إلى قضاء بعد مطالبة أهالي الناحية لتحويلها إلى قضاء وتحسين ظروف المعيشة وتقديم الخدمات للمدينة.

## عدد السكان
وهي تعتبر ذات كثافة سكانية عالية إذ يبلغ عدد سكانها حوالي 257,985 نسمة تقريباً عام 2013 حسب (وزارة التخطيط) تفتقر المدينة إلى أبسط الخدمات ويعيش اغلب سكان القضاء من الدخل المحدود.

## مداخل المدينة
للمدينة أربعة مداخل رئيسية محاذية من غرب القضاء الأول تقع قرب بوابة بغداد المحاذية لمحافظة ديالى والبوابة الثانية بالقرب من جسر الحسينية الذي يمر فوق الشارع الرئيسي اما البوابة الثالثة تقع جنوب القضاء والرابع جنوب القضاء من شارع المرور باتجاه شارع أبو سمير والخامس من جهة السكلات ويسمى مدخل المعمل لوجود معمل الاسفلت الذي نصب حديثا قرب المدينة. 

## شوارع رئيسية
وفي المدينة عدة شوارع رئيسية وهي: شارع الجسر - شارع ابوسمير - شارع الشهيد رائد - شارع الضغط - شارع المكاتب - شارع كراج الاسدي الخدمات - شارع الجريخي - شارع مسقط - شارع خدمات مسقط - شارع المستشفى التركي - شارع السكلات - الشارع الثقافي (الحراك الشبابي).

## أسواق
يحتوي القضاء على اسواق اثنين الأول يسمى (الصغير) قرب مطعم الأمير والثاني يدعى (الكبير) بالقرب من مرطبات العذراء. 

## مساجد
وكذلك هناك جوامع اشهرها :
مسجد الإمام موسى الكاظم  - جامع الامام الصادق - جامع الامام الحسين - جامع الشهيد رائد - جامع النور - جامع الزهراء - جامع الصبار - مسجد التقوى.

## متنزهات
كذلك يوجد بعض المتنزهات منها
1. متنزه النافورة
2. متنزه الجسر
3. متنزه أرض الأحلام
كذلك يوجد في نهاية المنطقة ضريح العبد الصالح لقمان الحكيم وكذلك مرقد محمد بن سكران.

## تقسيمات إدارية
ومن أشهر الاحياء في المدينة
1. منطقة الضباط
2.منطقة المخابرات
3. منطقة ال5000
4. منطقة الجريخي
5. منطقة الثلاثون الف
6. منطقة الصمود
7. منطقة الساهرون
8. منطقة مسقط
9.منطقة خدمات مسقط
10. منطقة السكلات
11. منطقة اللقمانيات

## الموقع
تقع مدينة الحسينية شمال شرق مدينة بغداد تتبع إلى محافظة بغداد قرب محافظة ديالى وتقع على الطريق الذي يربط مدينة بغداد بالشمال.

## التسمية
الحسينية في قضاء الزهور شمال بغداد.
تسميات أخرى تطلق على القضاء
1- الحسينية
2- حي الزهور
3- الاستقلال
4- حي الحسين
5- ناحية المباركية هو الاسم القديم لهذه المنطقة في القرن السابع الهجري.